# Petaros
Petaros je priimek, ki ga je v Sloveniji leta 2024 nosilo 40 oseb, po podatkih Statističnega urada Republike Slovenije. Bolj razširjen je med Slovenci v Italiji. Priimek Petaros se naglašuje na prvem zlogu, torej Pétaros. 

## Znani nosilci priimka
- Alenka Petaros, umetnica, kulturna delavka
- Aleš Petaros (*1976), inženir, pevec
- Andrej Petaros (*1979), radijski urednik, glasbenik
- Davorin Petaros, politik
- Drago Petaros (1913 -?), organist in zborovodja
- Igor Petaros, fotograf
- Ksenija Petaros Kmetec (*1958), knjižničarka
- Mara Petaros (*1968), ravnateljica
- Mitja Petaros (*1967), arhivist, radijski igralec, kulturni delavec
- Mojca Petaros (*1998), prevajalka, besedna ustvarjalka
- Patricia Petaros (*1974), zdravnica
- Robert Petaros (*1933), profesor, slavist, publicist in kulturni delavec
- Stanko Petaros (1903-1954), tigrovec
- Tomaž Petaros (*1966), inženir in podjetnik, kulturni delavec
- Urška Petaros (*1997), novinarka
- Valentina Petaros Jeromela (*1973), raziskovalka